# Philadelphia Lawyer
Philadelphia Lawyer è un brano musicale folk di Woody Guthrie, pubblicato nel 1937. Racconta di un avvocato divorzista di Philadelphia, che viene ucciso con una pistola da un marito geloso  È la versione folk della lawyer joke. È conosciuta anche con il titolo di Reno Blues.

## Altre versioni
- Tennessee Ernie Ford su Sixteen Tons 1960
- Rosalie Sorrels on Songs of Idaho and Utah Folkways Records 1961
- Flatt and Scruggs, 1959-1963 (5-vol. CD Set, Bear Family)
- Bonnie Owens on Hi-Fi to Cry By (Capitol Records, 1969)
- Maddox Brothers and Rose America's Most Colorful Hillbilly Band, v.1 (Arhoolie Records, 1976/1993)
- Ramblin' Jack Elliot su Hard Travellin'  1989
- Merle Haggard come Reno Blues su Like Never Before 2003
- Mark Erelli & Jeffrey Foucault on Seven Curses 2010